# Por los cerros de Úbeda
Por los cerros de Úbeda es una novela narrativa escrita por Juan José Cuadros Pérez, que describe un viaje que hace él mismo por parte de la provincia de Jaén. Se publicó en el año 1998, ocho años después de su muerte, acaecida en mayo de 1990. 
La Universidad de Jaén toma el reto de su edición, de la mano de Vicente Oya Rodríguez, cronista oficial de la villa de Jaén y Cambil, quien con muy buena pluma prologa con acierto esta magnífica obra. En realidad es un homenaje al poeta palentino, que pasó sus primeros años de infancia en tierras jiennenses, primero en Beas de Segura en casa de su familia paterna, y después en Baeza en el instituto.

## El viaje
Juan José Cuadros, buen conocedor de las tierras jaeneras y de sus gentes, hace un recorrido pausado, minucioso, profundizando en lo histórico y a su vez en lo cotidiano. Su viaje no solo se centra en los cerros de Úbeda, sino que atraviesa tres comarcas: el Condado, la Loma de Úbeda y la Sierra de Segura. 
En su viaje resalta el aceite de oliva, pues con su mochila al hombro recorre ese mar de olivos que separan a un municipio de otro y el motor económico de todos esos pueblos que recorre, es sin lugar a dudas el aceite por excelencia, elogiándolo por su antigüedad y por sus propiedades. Inicia su ruta en Beas de Segura para ir a Arroyo del Ojanco, de allí a Chiclana de Segura, pasando por Camporredondo y el Campillo, luego le siguen Villanueva del Arzobispo, Iznatoraf y Villacarrillo, para proseguir a Torreperogil, Úbeda y Baeza y de nuevo volver a Beas de Segura.